# Inga extra-nodis
Inga extra-nodis é uma espécie vegetal da família Fabaceae.
Árvore encontrada em encostas, há uma altitude entre 1.700 a 1.900 metros, nas aproximidades da cidade de Baeza (Lat. 0 ° 27 '0 S / Lon. 77 ° 52' 60 W), na província de Napo, no Equador.
A encosta oriental dos Andes no Equador, foi outrora coberta de florestas tropicais húmidas. A Inga extra-nodis foi encontrada em várias áreas remanescente floresta e isoladas em pastagens.
A espécie até o momento não foi encontrada dentro da Reserva Ecológica Cayambe-Coca e da Reserva Ecológica Antisana. A ameaça conhecida é a destruição de seu habitat.